# Assedio di Hanazawa
L'assedio di Hanazawa fu una di molte battaglie combattute dai clan Takeda ed Imagawa durante la campagna Takeda di conquista della provincia di Suruga, durante il periodo Sengoku.
Il castello di Hanazawa era sotto il comando del generale Imagawa Ōhara Sukenaga. 
Nagasaka Tsuruyasu, Hajikano Saemon e Takeda Shingen stesso guidarono l'assedio al castello che cadde dopo quattro giorni.